# لیونل تاردی
لیونل تاردی (انگلیسی: Lionel Tardy؛ زادهٔ ۷ ژوئن ۱۹۶۶) سیاستمدار اهل فرانسه است.